# 日下丸村
日下丸村（ひげまるむら）は、かつて岐阜県海津郡に存在した村である。
木曽三川分流工事のため、旧・日下丸村の全域が揖斐川の川底となっており、現在の海津市海津町西小島・高須の揖斐川、津屋川の河川敷付近に該当する。
発足時は下石津郡の村であったが、郡制施行後、海津郡の村となっている。

## 歴史
- 明治初期、福岡村、日下丸村が合併し、東駒野村になる。
- 1878年（明治11年） - 石津郡が上石津郡と下石津郡に分割され、東駒野村は下石津郡の所属となる。
- 1885年（明治18年）9月 - 東駒野村が福岡村、日下丸村に分立する。
- 1889年（明治22年）7月1日 - 町村制により日下丸村が発足。
- 木曽三川分流工事により村域が新河道になることが決まり、明治20年代後半から住民の移転が始まる。全住民が移転したのは明治30年[1]。
- 1897年（明治30年）4月1日 - 高須町、高須村、萱野村、札野村、内記村、馬目村、福岡村、西小島村、東小島村 が合併し、高須町発足。同日、日下丸村は廃止。

## 神社・仏閣
- 八幡神社 
  - 1901年に稲葉郡北長森村大字岩戸に遷座。現・岩戸八幡神社[1]。